# Saint-Martin-de-Salencey
Saint-Martin-de-Salencey è un comune francese di 102 abitanti situato nel dipartimento della Saona e Loira nella regione della Borgogna-Franca Contea.

## Società

### Evoluzione demografica
Abitanti censiti